# 澤田大筰
澤田 大筰（さわだ だいさく、1979年2月14日 - ）は、日本の柔道整復師、公認心理師、社会起業家、学士（柔道整復学）（独立行政法人大学改革支援・学位授与機構・2024年）、経営管理修士（専門職）（法政大学・2012年）、修士（医療政策学）（東京医科歯科大学・2016年）、博士（医学）（順天堂大学・論文博士・2023年）。澤田式治療システム（総合調整-澤田法、大転子法、指針術など）の開発者。プロフェッショナルメディック株式会社 代表取締役、巣鴨総合治療院グループ 総院長、Balance Stretchグループ 副社長・技術開発最高責任者、NPO法人睡眠健康研究所 代表理事、順天堂大学医学部 非常勤講師、駐日ハイチ共和国大使館 メディカルアドバイザー、デンマーク・オーフス大学生命医学部 客員研究員、元東京大学大学院総合文化研究科 特任研究員
講道館柔道三段
2024年5月に、モンゴル国より近代スポーツ100周年記念国家勲章を授章、2024年10月には、モンゴルオリンピック委員会（MOC）よりオリンピックの栄光勲章を授章
2024年12月に、夕刊フジの紙面で世界の「整体王」として紹介され特集が組まれた
名前については、澤田が沢田、大筰が大作と記載されている場合もある

## 経歴

### 学歴
- 1999年、日本大学文理学部心理学科中退
- 2003年、シオカワスクール・オブ・カイロプラクティック本科卒業
- 2008年、上海中医薬大学付属上海市研究所 研修生終了
- 2009年、東京医療専門学校柔道整復師科卒業、柔道整復師の免許取得
- 2012年、法政大学大学院イノベーション・マネジメント研究科イノベーション・マネジメント専攻修了、経営管理修士（専門職）（MBA）の学位取得
- 2016年、東京医科歯科大学大学院医歯学総合研究科医歯理工学専攻修士課程修了、修士（医療政策学）（MMA）の学位取得
- 2023年、順天堂大学、博士（医学）の学位取得
- 2024年、独立行政法人大学改革支援・学位授与機構、学士（柔道整復学）の学位取得

### 学生時代～大相撲
- 1979年、神奈川県川崎市で生まれ、1981年から富山県宇奈月町（現在の黒部市）で育つ。
- 富山第一高等学校柔道部にて、1996年全国高等学校柔道選手権富山県大会にて優秀選手賞、敢闘賞、敢闘賞、1996年富山県民体育大会にて団体準優勝。
- 1997年、日本大学文理学部心理学科に進学、1998年日本大学アメリカンフットボール部「フェニックス」で東日本学生選手権優勝・関東学生選手権準優勝。
- 1999年に大相撲時津風部屋にスカウトされ、日本大学を中退して入門。四股名「尖山」（最高位三段目）怪我のために2001年引退。

### 治療家～経営者
- 2002年、大相撲力士やプロ野球選手の他、一般患者の施術にあたるため、墨田区八広に澤田カイロプラクティック院・八広臨床治療研究所を開院。
- 2004年、豊島区巣鴨に移転すると共に、名称を巣鴨総合治療院に変更した。
- 2007年に法人化し、株式会社SSC（現 プロフェッショナルメディック株式会社）を設立。
- 2014年11月、東京都経営革新計画承認（26産労商支第757号）、2016年8月 厚生労働省「経営力向上計画に関する認定」（厚生労働省発医政0822第4号）を取得した。

### 研究
- 2013年、第86回日本産業衛生学会で、福島原子力発電所作業員に対する産業トレーナーとしての活動報告発表。
- 2015年、中央労働災害防止協会の主催する第74回全国産業安全衛生大会　アサヒカルピスビバレッジ株式会社の従業員を対象に行なった腰痛検診に関する研究発表
- 2016年、日本摂食嚥下リハビリテーション学会学術大会 「高齢者に口腔機能訓練器具を用いた効果の検証」（共同発表）
- 2016年、マッサージ器具意匠登録（登録第1563067号）

### トレーナー活動
- 2006年、マスターズゴルフトーナメント　片山晋呉選手トレーナー
- 2007年、全米女子オープンゴルフ　福島晃子選手トレーナー
- 2016年、リオデジャネイロ五輪　男子ゴルフトレーナー
- 男子・女子国内プロゴルフレギュラーツアー、大相撲本場所、プロ野球春季キャンプ、大学野球東都リーグ戦 等
- 2021年、2020東京五輪    ハイチ共和国代表チームメディカルアドバイザー

- 2024年、パリ五輪　モンゴル代表チーム本部トレーナー兼整体師

## 社会奉仕活動
- 2011年5月より福島第二原子力発電所にて、福島第一と福島第二で働く作業員を対象として、ボランティアで整体治療を行う[1][2]。
- 公益社団法人 東京青年会議所 70周年記念式典・祝賀会実行委員長
- 東京フューチャーライオンズクラブ（2012年〜2013年 幹事、2014年〜2015年・2023年〜2024年 会長）

## 著作
- 『なぜ、ビジネスエリートには、猫背の人がいないのか?』（PHP研究所、2015年11月12日、ISBN 978-4569827063）
- 『人生が変わる、読むやせぐせ』 （主婦の友社、2017年３月31日）
- 『ケガをしないカラダづくり』（東洋館出版、2023年11月28日）
- 『心理学暗記カード』（明誠書林、2024年11月8日）

## 連載
- 『トラベラー治療院〜旅先でどうする?〜』（ゴルフダイジェストトラベラー：ゴルフダイジェスト社）
- 『強さのヒミツは習慣にあり 片山晋呉のクセ』（ALBA）

## 掲載
- 増刊本当にあったニャンコ愉快な話（2005年6月1日発売）
- 大相撲（2005年11月号）
- あにまるパラダイス（2007年5月7日・7月7日発売）
- 週刊ゴルフダイジェスト（2007年GW超特大号・2007年7月10日・8月14日・10月23日・11月13日・2008年3月18日・7月15日・8月15日・2008年夏休み超特大号・2009年7月7日・2011年10月11日・2013年2月19日・2015年11月24日号）
- ゴルフクラシック（2007年12月号）
- ねこじかん（2007年10月26日発売）
- スポーツ報知（2008年10月20日掲載）
- 美的（2009年11月号）
- あの著名人も通っているゴッドハンド名鑑2010（Tarzan：株式会社マガジンハウス、2010年2月11日発売）
- 北日本新聞（2011年9月4日発売）
- CLASSY（2012年4月号）
- 東京新聞（2011年10月1日夕刊掲載）
- 月刊ゴルフダイジェスト（2013年10月号・2015年8月号）
- 日経ビジネスオンライン
- 大相撲ジャーナル 2014年九州場所展望号
- 頼りになるいい歯医者さん2016（2015年10月29日発売）
- なぜ、ビジネスエリートには、猫背の人がいないのか?（2015年11月12日）
- 夕刊フジ（2016年3月30日発売）
- 人生が変わる、読むやせぐせ（2017年3月31日）
- DIETポストセブン（小学館、2017年8月17日）
- 食べてやせるグルメ（主婦の友社、2018年7月10日）
- 月刊シニアビジネスマーケット（2018年9月号）
- 効くビジネス本（2018年9月29日）
- 夕刊フジ（2024年12月10、11、12、13、14、15日発売）

## TV出演
- テレビ朝日 『スーパーJニュース』（2008年6月24日放送）
- BS日テレ 『吉澤ひとみの「トレンド＋よっすぃーナビ」』（2012年2月26日放送）
- テレビ朝日 『タカアンドトシの道路バラエティ!?バスドラ』（2015年8月24日放送）[3]
- 日本テレビ 『24時間テレビ 愛は地球を救う』（2016年8月27日 - 28日放送）
- TBS 『その差って何ですか？』（2017年7月25日放送）